# Tynanthus fasciculatus
Tynanthus fasciculatus là một loài thực vật có hoa trong họ Chùm ớt. Loài này được (Vell.) Miers miêu tả khoa học đầu tiên năm 1863.